# Shatter Messiah
Shatter Messiah ist eine US-amerikanische Power- und Thrash-Metal-Band aus Akron, Ohio, die im Jahr 2005 gegründet wurde.

## Geschichte
Die Band wurde im Frühjahr 2005 von Gitarrist Curran Murphy, vorher schon bei Nevermore und Annihilator tätig, gegründet. Nach längerer Suche kam Sänger Greg "Wags" Wagner (Breaker, Ex-Archetype) zur Besetzung, dem kurze Zeit später Schlagzeuger Robert Falzano, welcher vorher auch schon bei Annihilator tätig war, folgte. Zur selben Zeit kam Bassisz Ron Boisvert zur Band. Dusty Hold vervollständigte als zweiter Gitarrist die Besetzung.
Im Mai nahm die Band die EP Your Gods Demise auf. Ihr erster Live-Auftritt folgte im August 2005 in Ohio. Kurz darauf erreichte die Band einen Vertrag bei Dockyard 1 und begab sich ins Studio, um ihr Debütalbum Never to Play the Servant aufzunehmen und erschien im Jahr 2006 in Europa. Es folgte eine Tour durch die USA zusammen mit Lies Within, bevor Bassist Boisvert die Band verließ und durch Jason Chamberlain, zunächst nur als Session-Mitglied, ersetzt wurde. Es folgten Auftritte mit Sanctity, Into Eternity, Beyond Fear, sowie eine Tour im Juni 2007 mit To/Die/For im Juni 2007. Zuvor erschien im Juni das Debütalbum auch in den USA bei DCA Recordings. Nachdem Chamberlain als festes Mitglied zur Besetzung gekommen war, begannen die Aufnahmen zum nächsten Album God Burns Like Flesh, das in Europa Ende Oktober 2007 erschien.

## Stil
Die Band spielt eine Mischung aus Power Metal und modernem Thrash Metal, wobei die Musik klanglich als eine Mischung aus den vorherigen Bands von Murphy Nevermore und Annihilator beschrieben werden kann.

## Diskografie
- Your Gods Demise (EP, 2005, Eigenveröffentlichung)
- Never to Play the Servant (Album, 2006, Dockyard 1 (Europa), 2007, DCA Recordings (USA))
- God Burns Like Flesh (Album, 2007, Dockyard 1)